# Bacillus cereus
Bacillus cereus es una bacteria que causa envenenamiento por consumo.

## Características generales
Se trata de un bacilo gram positivo, esporulado, anaerobio facultativo y móvil. La espora es ovoidea, central y no deformante. Hidroliza la lecitina de la yema del huevo y no fermenta el manitol. La temperatura óptima es de 30 a 37 °C, su temperatura de crecimiento es de 5 a 55 °C y su temperatura de germinación, de 5 a 8 °C. Su pH óptimo, 4,5 a 9,3, Aw 0,95 y su concentración de sal, 7,5 %. Produce dos tipos de toxiinfecciones alimentarias: la forma diarreica y la forma emética.

## Reproducción
A 30 grados Celsius (86,0 °F), una población de B. cereus puede doblar en tan poco tiempo como 20 min o hasta 3 h, dependiendo por el producto alimenticio.
| Alimento         | Minutos para doblar población, 30 grados Celsius (86,0 °F) | Horas para multiplicarse por 1 000 000 |
| ---------------- | ---------------------------------------------------------- | -------------------------------------- |
| Leche            | 20–36                                                      | 6,6 - 12                               |
| Arroz cocido     | 26–31                                                      | 8,6 - 10,3                             |
| Fórmula infantil | 56                                                         | 18,6                                   |

### Grupo deBacillus cereus
Comprende siete especies estrechamente relacionadas:
- B. cereus sensu stricto (referido aquí como B. cereus);
- B. anthracis;
- B. thuringiensis;
- B. mycoides;
- B. pseudomycoides;
- B. weihenstephanensis;
- B. cytotoxicus.[8]

## Ecología
B. cereus compite con microorganismos tales como Salmonella y Campylobacter, en el tracto gastrointestinal, por lo que su presencia reduce el número de esos microorganismos. En animales de granja, tales como gallinas, conejos y porcinos, algunas cepas inofensivas de  B. cereus  se usan como probióticos aditivos para reducir a Salmonella en intestinos y el ciego. Esto mejora el crecimiento de los animales, así como la seguridad de los alimentos para los humanos que los comen. Ellos parasitan a las larvas de carpocapsa Cydia pomonella.

## Sintomatología

### Forma diarreica
Periodo de incubación de 8 a 16 h, causa diarrea y dolor abdominal. El proceso dura 24 horas. Los principales alimentos en donde se puede encontrar son carnes y productos derivados del pollo, arroz, sopas deshidratadas, embutidos, especias, en los productos derivados de la vainilla, cereales, harinas, clara de huevo deshidratada, y cooler de durazno y piña.

### Forma emética
Periodo de incubación de 1 a 5 horas, produce vómitos y náuseas, el proceso dura 24 horas. Y usualmente puede causar infecciones y muchos sarpullidos en el cuello.

## Poder patógeno
Produce dos tipos de enterotoxina: toxinas termoestables y termolábiles lo que permite el crecimiento a temperaturas extremas y las variaciones de las mismas sin ocasionar desnaturalización de la bacteria. 

### Forma diarreica
Es producida por la toxina diarreogénica o termolábil, que es liberada en la fase logarítmica de crecimiento. Se obtiene principalmente por el consumo de verduras y carnes contaminadas y embutidos contaminados.

### Forma emética
Es producida por la toxina cereulida o termoestable, es sintetizada en la fase estacionaria de crecimiento. Se obtiene principalmente por el consumo de arroz contaminado.

## Control
Calentar los alimentos a una temperatura que inhiba la toxina, almacenarlos a bajas temperaturas para evitar el desarrollo de la bacteria. Enemas de retención y laxantes para desalojar la toxina del intestino.
Sin embargo, calentar los alimentos no es una forma eficaz de prevención pues el género Bacillus esporula, y al estar en estado de espora es resistente a las temperaturas altas. Las esporas resisten de 5 a 10 min una temperatura de 100 °C.